# 22542 Pendri
22542 Pendri è un asteroide della fascia principale. Scoperto nel 1998, presenta un'orbita caratterizzata da un semiasse maggiore pari a 2,2622100 UA e da un'eccentricità di 0,1284640, inclinata di 6,15090° rispetto all'eclittica.